# José Abella
José Abella war ein uruguayischer Politiker.
Abella, der der Partido Nacional angehörte, hatte als Repräsentant des Departamento Montevideo in der 30. Legislaturperiode vom 15. Februar 1929 bis zum 14. Februar 1932 ein Titularmandat als Abgeordneter in der Cámara de Representantes inne.

## Zeitraum seiner Parlamentszugehörigkeit
- 15. Februar 1929 bis zum 14. Februar 1932 (Cámara de Representantes, 30. LP)